# Dark Before Dawn
Dark Before Dawn é o quinto álbum de estúdio da banda norte-americana Breaking Benjamin, lançado a 23 de junho de 2015 através da Hollywood Records. O disco estreou na primeira posição da tabela musical dos Estados Unidos, Billboard 200, com 141 mil cópias vendidas.

## Lista de faixas
| N.º            | Título                 | Duração |  |
| 1.             | "Dark"                 | 2:10    |  |
| 2.             | "Failure"              | 3:34    |  |
| 3.             | "Angels Fall"          | 3:48    |  |
| 4.             | "Breaking the Silence" | 3:01    |  |
| 5.             | "Hollow"               | 3:51    |  |
| 6.             | "Close to Heaven"      | 4:09    |  |
| 7.             | "Bury Me Alive"        | 4:04    |  |
| 8.             | "Never Again"          | 3:43    |  |
| 9.             | "The Great Divide"     | 4:12    |  |
| 10.            | "Ashes of Eden"        | 4:53    |  |
| 11.            | "Defeated"             | 3:25    |  |
| 12.            | "Dawn"                 | 1:52    |  |
| Duração total: | Duração total:         | 42:42   |  |

## Desempenho nas tabelas musicais

### Posições
| Tabela musical (2015)            | Melhor posição |
| -------------------------------- | -------------- |
| Alemanha - Official Top 100      | 34             |
| Austrália - ARIA Albums Chart    | 11             |
| Áustria - Ö3 Austria Top 40      | 49             |
| Bélgica - Ultratop 50 (Flandres) | 113            |
| Canadá - Canadian Albums         | 1              |
| Estados Unidos - Billboard 200   | 1              |
| Nova Zelândia - NZ Top 40 Albums | 11             |
| Reino Unido - UK Albums Chart    | 34             |
| Suíça - Schweizer Hitparade      | 66             |